# Guimarães
Guimarães je přímořské město ležící na pobřeží Atlantského oceánu v severozápadním Portugalsku v okrese Braga. Často se označuje za kolébku portugalského národa, jelikož se zde narodil historicky první portugalský král Alfons I. Portugalský. 
Současná populace města přesahuje 52 000 obyvatel, v celém obvodu obce pak žije přibližně 157 tisíc obyvatel.

## Historie

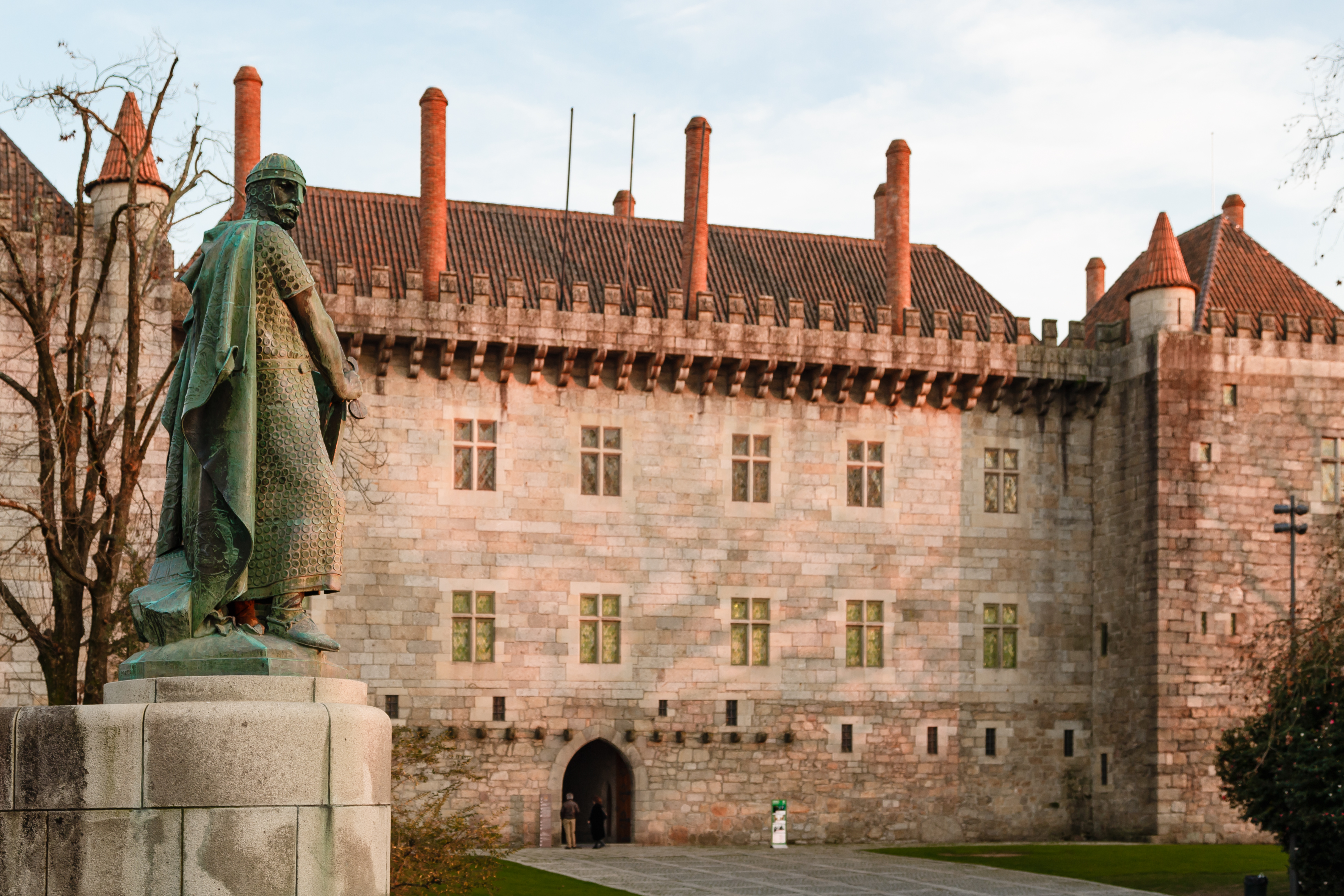
Středověký palác vévodů z Bragancy se sochou krále Alonsa I. (1887)

Území města bylo souvisle osídleno již od doby bronzové. Rozsáhlá archeologická lokalita byla akropolí s opevněným keltským opidem a mnoha kamennými domy, lázněmi a pohřebištěm, na němž bylo napočítáno 625 obyvatel. V 1. století za císaře Tiberia město obsadili Římané, učinili z něj severní hranici své provincie Galia; v té době název Vimaranes. Po té poloostrov obsadili Arabové a v 9. století začala reconquista. V Galském království zde v 10. století postavili své sídlo vévodové z Bragancy. Mumadona Dias založila kapitulu s kolegiátním chrámem. 24. června 1128 se nedaleko města  odehrála zásadní osvobozenwcká bitva, "Bitva o São Mamede". Ve 13. století, za vlády krále Dinise I. nastal všeobecný rozkvět kultury a náboženství, přišli mniši žebravých řádů, byly postaveny dvojí hradby (horního a dolního města). 
Střed města byl pro svou uměleckou a historickou hodnotu v roce 2001 zapsán na Seznam světového dědictví UNESCO. V roce 2023 byl areál chráněný UNESCEM rozšířen o oblast Couros. V této městské části se v minulosti soustředily řemeslné podniky zabývající se činěním kůží. Zachovaly se zde koželužny, dělnické domy a veřejné prostory z 19. století a počátku 20. století. 

## Pamětihodnosti
- Hrad Guimarães, založila Mumadona Dias († 968), galská šlechtična, portugalská vévodkyně, vládla v Guimarães po smrti svého manžela, jedna z nejmocnějších žen Iberského poloostrova a středověké historie Portugalska; v kapli sv. archanděla Michaela v předhradí měl být pokřtěn král  Alfons I.
- Palác vévodů z Braganzy
- Castro de Briteiros, keltské opidum doby bronzové a železné, v 1. století n. l. obsazené Římany; archeologická lokalita
- Chrám Panny Marie svatých mučedníků – hlavní městský kostel, pod nímž je 24 farností; klasická stavba portugalského baroka
- Bazilika sv. Petra založena počátkem 17. století, znovu postavena kolem roku 1735, roku 1751 povýšena na baziliku minor; zcela přestavěna v letech 1883-1884
- Historické náměstí Toural, s bazilikou sv. Petra, kašnou a radnicí
- Praça da Oliveira – historické Oliveirovo náměstí
- Historická univerzitní budova (Universidad de Minho)
- Stará radnice

## Partnerská města
- Brive-la-Gaillarde, Francie (1993)
- Colonia del Sacramento, Uruguay (2001)
- Compiègne, Francie (2006)
- Igualada, Španělsko (1995)
- Kaiserslautern, Německo (2000)
- Londrina, Brazílie (1987)
- Mé-Zóchi, Svatý Tomáš a Princův ostrov (1989)
- Ribeira Grande de Santiago, Kapverdy (2007)
- Rio de Janeiro, Brazílie (1999)
- Tacoronte, Španělsko (1997)
- Tourcoing, Francie (Francie)

## Fotogalerie

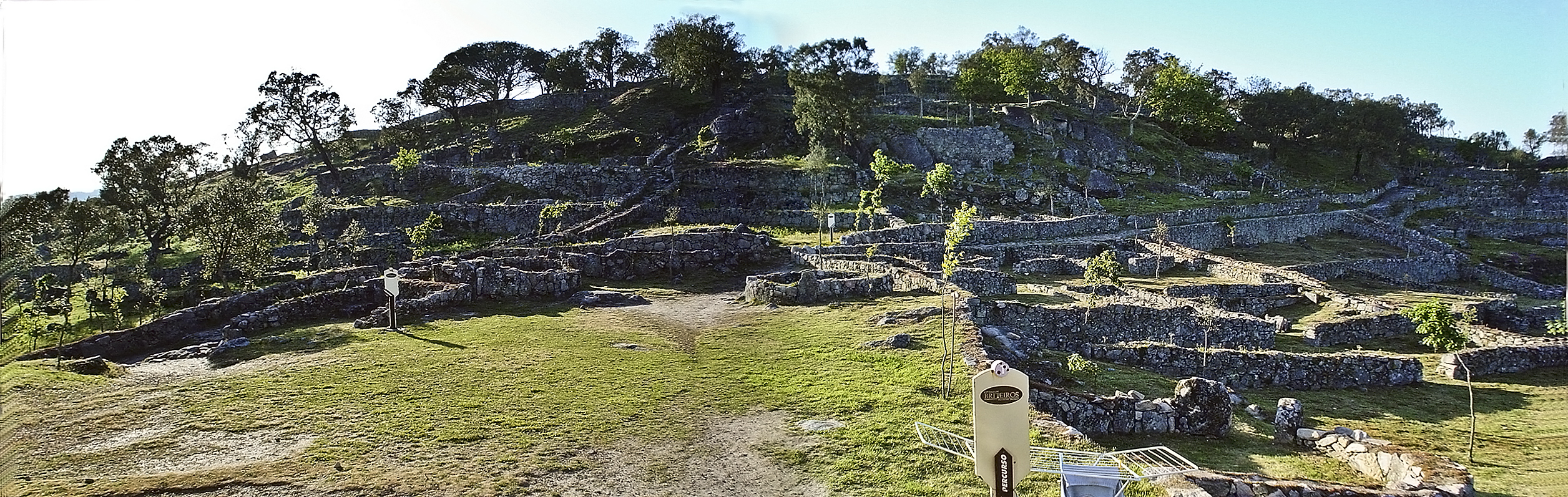
Castro de Briteiros
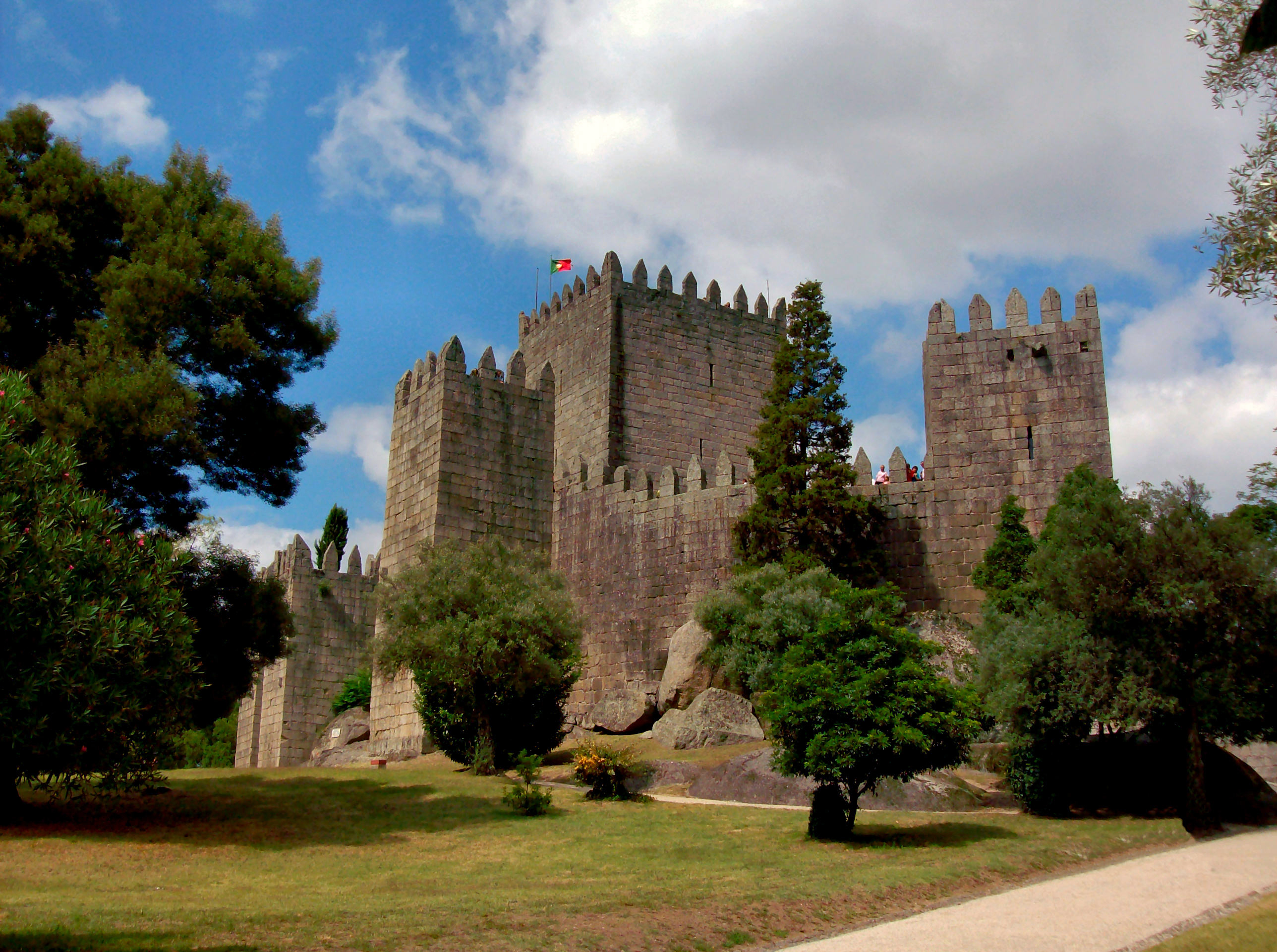
Castelo de Guimarães
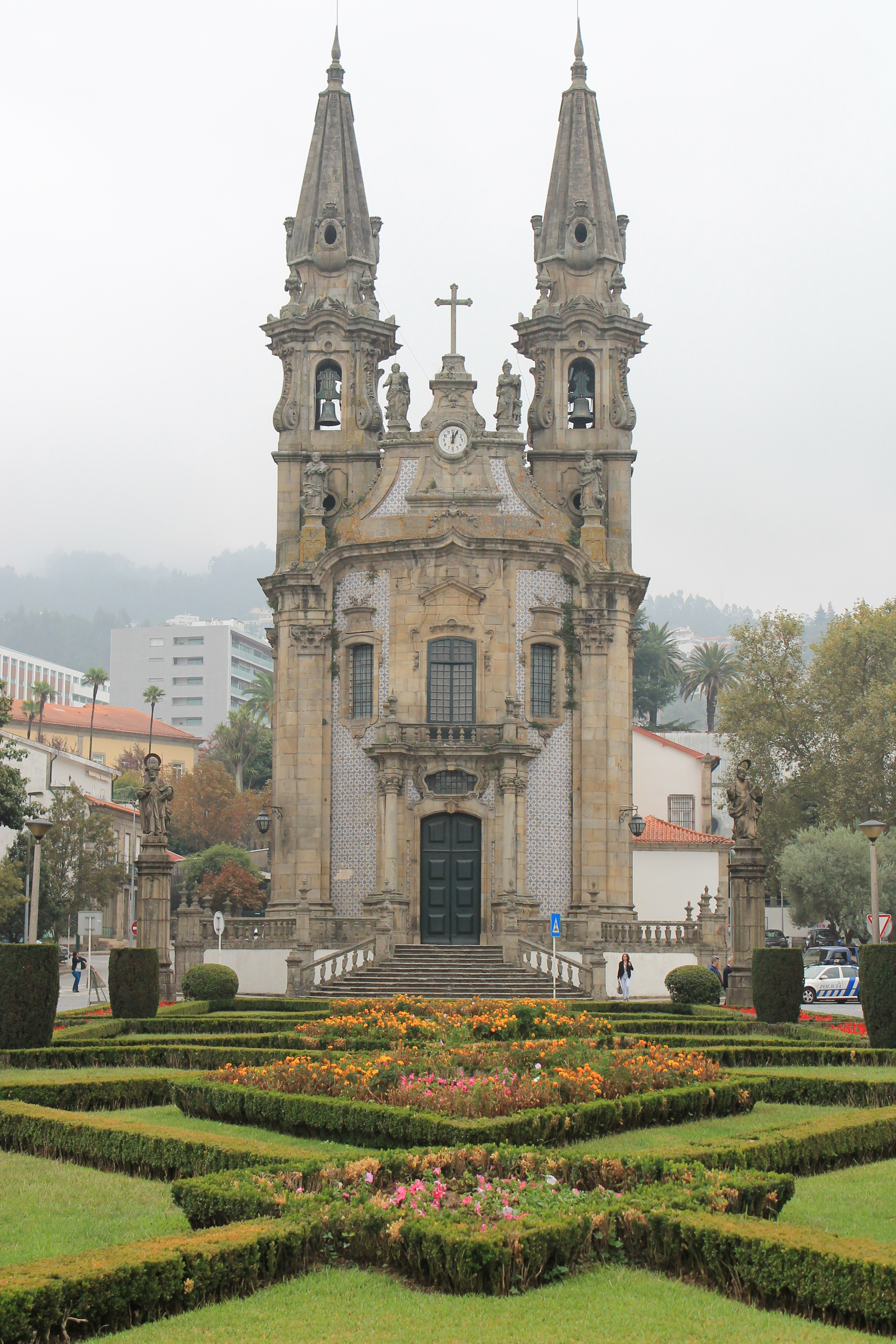
Chrám Panny Marie a svatých mučedníků
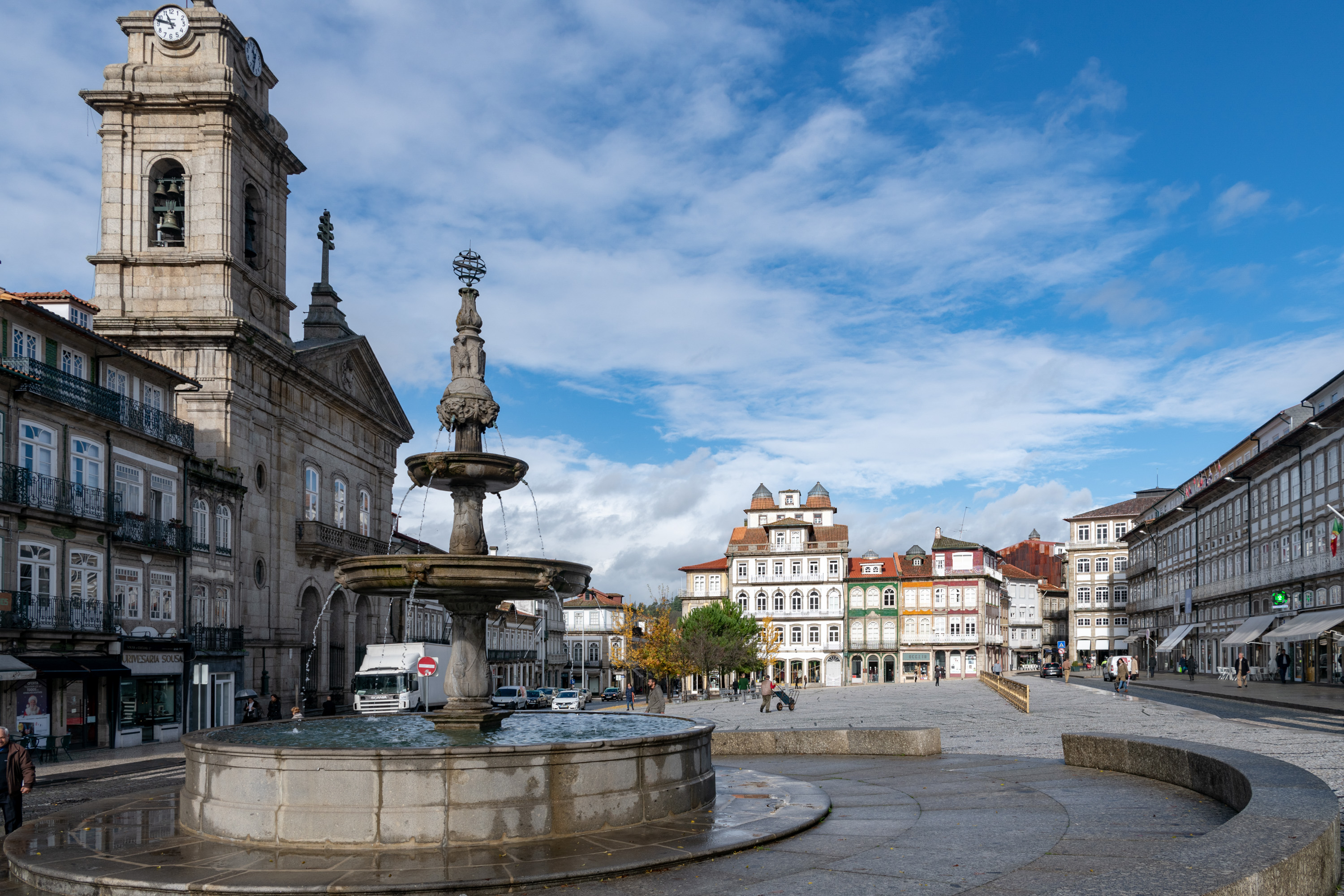
Toural a chrám sv. Petra
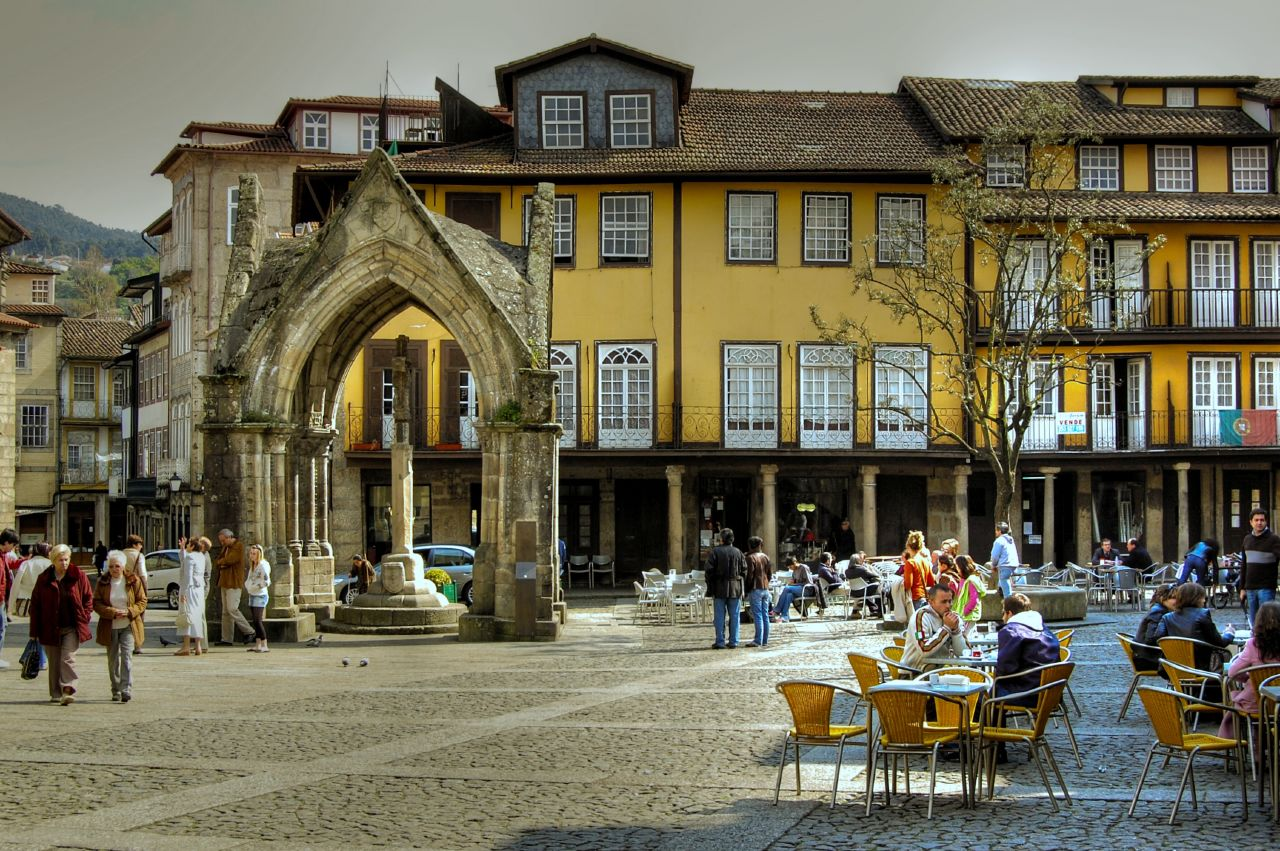
Praça da Oliveira
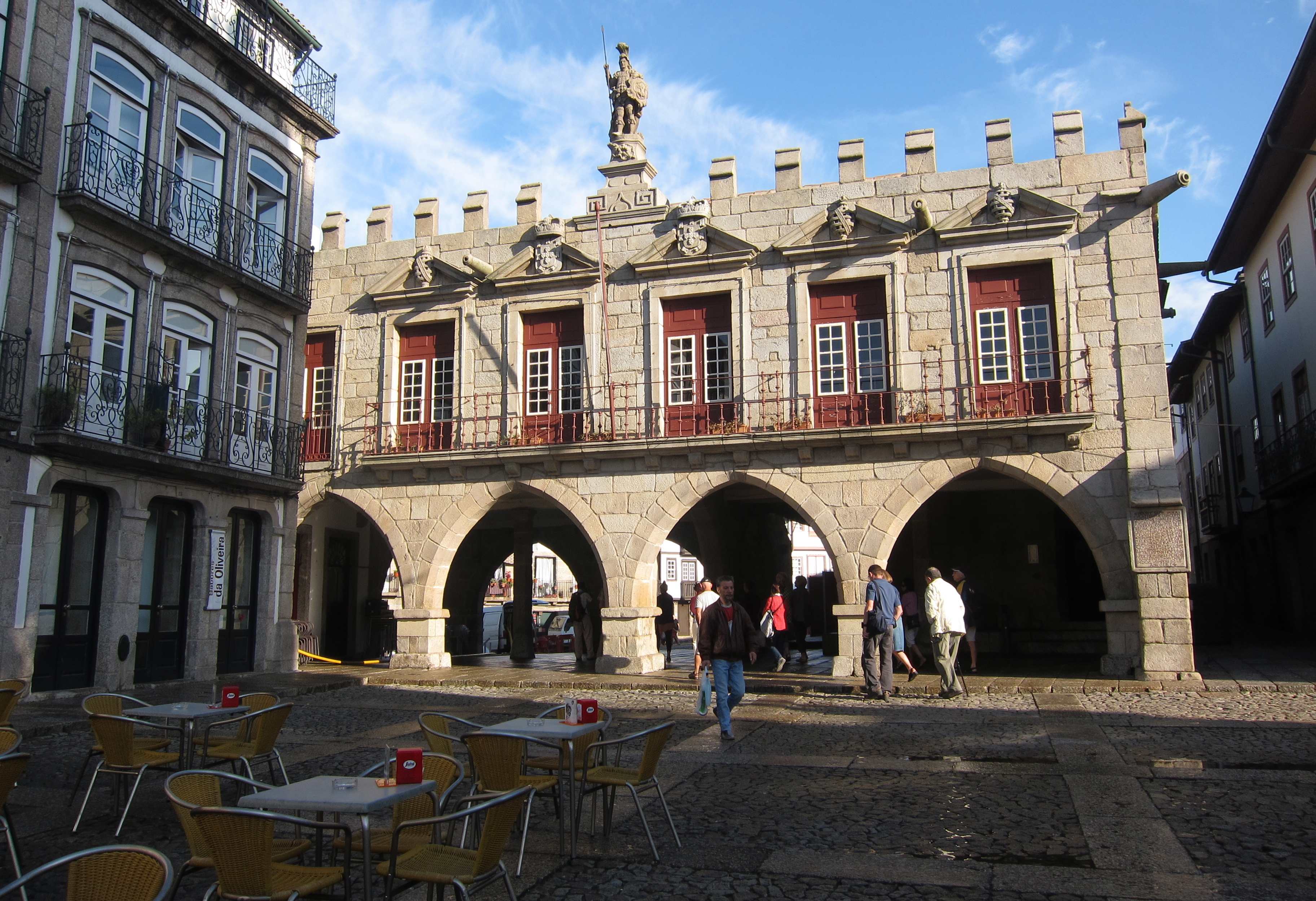
Stará radnice
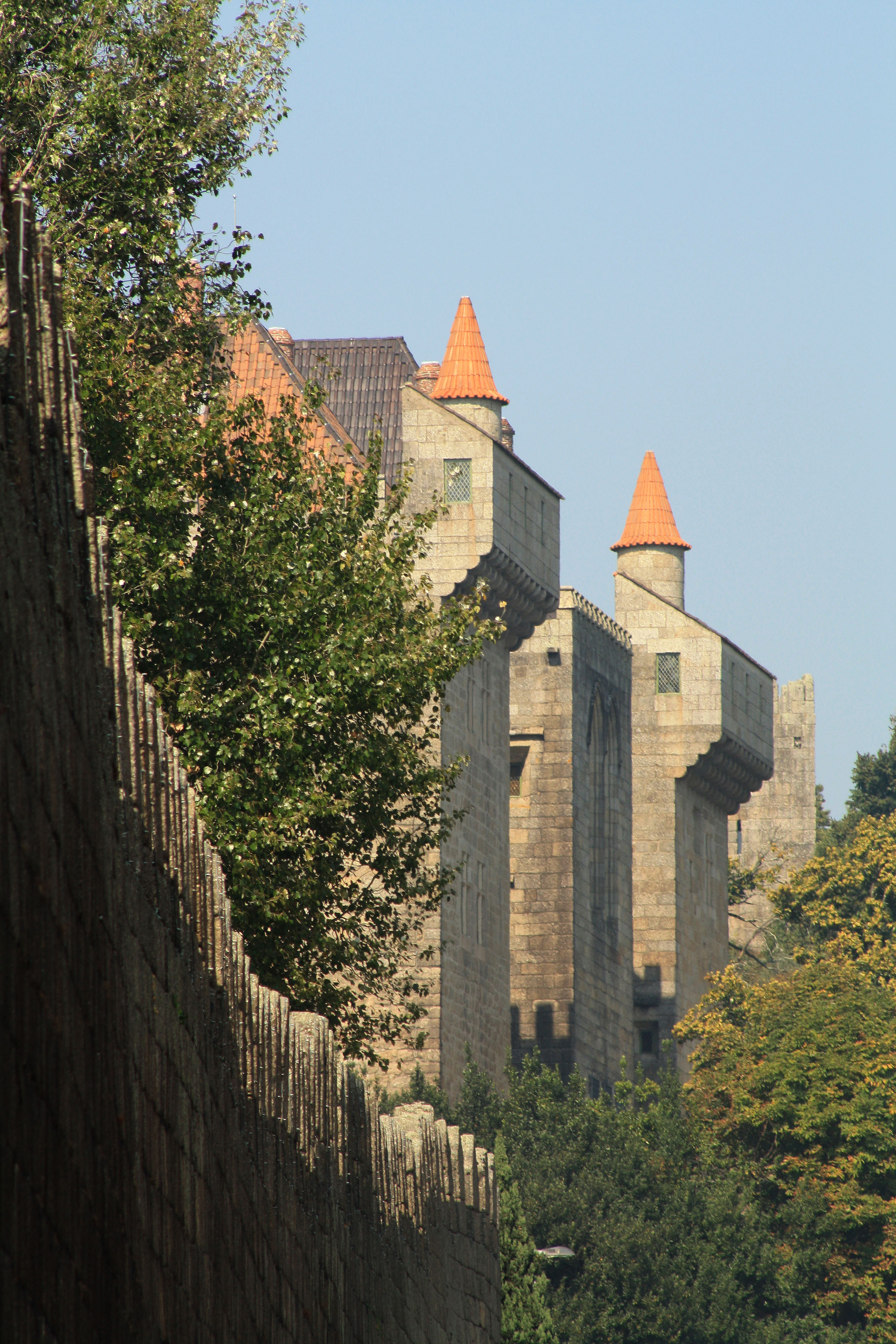
Opevnění historického centra